# Laterrière (canton)
Pour les articles homonymes, voir Laterrière.
Laterrière (variante : La Terrière) est un canton canadien du Québec situé dans la région administrative de Saguenay–Lac-Saint-Jean, sur le territoire de Saguenay, et créé le 23 mars 1850 par proclamation publiée dans la Gazette officielle du Québec. La municipalité de Laterrière a été établie sur cette division territoriale.

## Toponymie
Son nom évoque le souvenir de Marc-Pascal de Sales Laterrière (1792-1872), médecin, militaire, seigneur des Éboulements et député de la région. En 1868, le canton De Sales a aussi été désigné en souvenir de ce seigneur et député.

## Géographie
Le canton se trouve à 48° 15′ N, 71° 10′ O. Sa superficie est de 20 235 hectares.